# Teugelastrild
De teugelastrild (Estrilda rhodopyga) is een vogel uit de familie van de prachtvinken (Estrildidae).

## Kenmerken
De vogel is 10 tot 10,5 cm lang en weegt 6,6 tot 9,5 g. De soort heeft een grijsbruine rug, de buikzijde is meer gelig, roomkleurig, naar de kop toe lichter. Langs de flanken kan er een rode schijn voorkomen. De stuit en bovenstaartveren zijn intens rood. De vleugeldekveren en armpennen van de vleugel zijn rood omzoomd. De teugelastrild heeft een zwarte snavel met soms een lichtrode schijn, de poten zijn donkergrijs. Opvallend is de brede, rode oogstreep die doorloopt tot de snavel ("teugel"). Het vrouwtje lijkt sterk op het mannetje, maar is lichter van onder. Onvolwassen vogels hebben nog geen rode oogstreep.

## Verspreiding en leefgebied
De soort telt twee ondersoorten:
- E. r. rhodopyga: (de nominaat) komt voor van noordelijk Soedan tot noordelijk Somalië.
- E. r. centralis: van zuidoostelijk Soedan tot zuidelijk Somalië en zuidelijk tot Tanzania en Malawi.

Het leefgebied bestaat uit droge graslanden met wat  (Acacia-)struikgewas, maar ook moerasgraslanden of overwoekerd, verlaten agrarisch gebied.

## Voortplanting
De vogel nestelt in hoog gras, meestal laag bij de grond. Het legsel bestaat uit vier eieren en de broedtijd is 12 tot 14 dagen. De jongen kruipen kaal uit het ei en blijven 17 tot 19 dagen in het nest. Tot een week na het uitvliegen, wordt er nog in het nest overnacht. Soms wordt het nest geparasiteerd door eieren en jongen van de dominikanerwida (Vidua macroura).

## Status
De grootte van de wereldpopulatie is niet gekwantificeerd. Men veronderstelt dat de soort in aantal stabiel is. Om deze redenen staat de teugelastrild als niet bedreigd op de Rode Lijst van de IUCN.